# Anisophyllea penninervata
Anisophyllea penninervata är en tvåhjärtbladig växtart som beskrevs av Jules Eugène Vidal. Anisophyllea penninervata ingår i släktet Anisophyllea och familjen Anisophylleaceae. Inga underarter finns listade i Catalogue of Life.